# Nokia N97
Il Nokia N97 è un terminale della serie N di Nokia. Fu il terzo telefono di Nokia dotato di touch screen di tipo resistivo (il primo fu il Nokia 7710) basato sulla piattaforma software Nokia S60. Il supporto all'applicativo Skype è nativo.

## Schermo
Il Nokia N97 ha una particolare homepage rispetto agli altri dispositivi Nokia. Questa differenza è il fatto che è piena di widget di tutti i generi. (es. meteo, borsa ecc). Altri generi di widget è possibile scaricarli da Ovi Store.
In base ai gusti personali è possibile rimuovere i widget con una semplice passata di mano sullo schermo da 3,5 pollici. È possibile anche modificare il contenuto dello schermo, quindi impostare la posizione dei vari widget o rimuovere quelli inutilizzati.
Novità di questi widget è il social network Facebook integrato.

## Mappe
Il Nokia N97 aveva preinstallato il software Mappe aggiornato alla versione 3.0, e al momento dell'acquisto si avevano 3 mesi di licenza di navigazione gratuiti. Di conseguenza l'N97 ha sia il GPS e l'A-GPS e supporta sia la navigazione a piedi che in auto. Ha la bussola digitale integrata. L'ultima versione dell'applicazione Mappe (chiamata ora Ovi Maps) è stata lasciata nel mese di aprile 2011 e con questa è stata migliorata l'interfaccia grafica. Oltre a questo è stata aggiunta la funzione che permette di visualizzare le reti di trasporto pubblico in alcune delle città più importanti.

## Memoria
Il Nokia N97 ha 32 GB interni flash ed è possibile espandere di altri 16 GB tramite microSD.

## Fotocamera
L'N97 dispone di 2 fotocamere, una esterna da 5 megapixel con doppio flash led con registrazione video a 30 Fps e con ottica Carl Zeiss e una interna VGA per la videochiamata

## Multimedia
Il Nokia N97 era studiato soprattutto per l'uso di internet e della multimedialità. Dispone di un lettore musicale con funzione equalizzatore e visualizzazione delle copertine. I video sono visualizzati tramite Realplayer. Dispone anche di un editor video con il quale è possibile aggiungere:
- Sottofondo Musicale
- Scritte
- Tagliare i vari clip.
- Unire vari video o immagini

## N-Gage
Il 7 agosto 2009 Nokia rese disponibile la piattaforma N-gage anche per Nokia N97.

## Ovi Store
L'N97 è il primo terminale Nokia ad avere integrato il servizio online di Nokia per effettuare il download, a pagamento o gratuito, di applicazioni, temi, giochi e contenuti video.
Successivamente Ovi Store è stato reso disponibile per tutti i terminali Nokia a partire dal Nokia 5800 XpressMusic.

## Condivisione
Il Nokia N97 dispone della WLAN 802.11b/g e di una potente rete 3G, cosicché è possibile condividere i propri file con Ovi, Flickr, Vox e YouTube.

## N97 Mini
Il 2 settembre 2009 al Nokia World 2009 di Stoccarda Nokia presentò una nuova gamma di prodotti tra cui il fratello minore dell'N97, l'N97 Mini. L'Hardware era lo stesso di quello del fratello maggiore salvo alcune differenze nella dimensione del display, mancanza del pad e della minore memoria interna.

### Caratteristiche Principali N97 mini
- Display Touch screen da 3,2"
- 8 Gb di memoria interna
- Fotocamera da 5 megapixel e ottica Carl Zeiss
- Connettività Wi-Fi b/g
- Bluetooth 2.0
- GPS con A-GPS

## C6
A partire dal 27 agosto 2010 la Nokia mise in vendita un cellulare denominato C6 che rappresentava l'evoluzione del Nokia N97 Mini. Rispetto all'N97 mini il Nokia C6, pur conservando lo stesso hardware, non aveva una memoria di 8GB integrata ma aveva il "pad" ed integrava la funzione di Geotagging (assente nell'N97 mini).

## Durata della batteria
- In chiamata: fino a 6 ore (connettività 3G) oppure fino a 9.5 ore (GSM)
- In standby: fino a 17 giorni (3G) oppure fino a 18 giorni (GSM)
- Riproduzione video: fino a 4.5 ore (scollegato dalla rete mobile)
- Registrazione video: fino a 3.6 ore (scollegato dalla rete mobile)
- Riproduzione musica: fino a 40 ore (scollegato dalla rete mobile)

## Cronologia Firmware No Brand
- FW di Test: 10.0.000 RM-505
- Fw di partenza: 10.0.012 del 15-05-2009 RM-505
- Aggiornamento I: 11.0.021 del 15-06-2009 RM-505
- Aggiornamento II: 12.0.024 del 04-08-2009 RM-505
- Aggiornamento III: 20.0.019 (2.0) del 29-10-2009 RM-505
- Aggiornamento IV: 21.0.045(2.1) del 14-01-2010 RM-505
- Aggiornamento V: 22.0.110(2.2) dell'11-06-2010 RM-505